# Il dono
Pour plus de détails, voir Fiche technique et Distribution.
Il Dono est un film italien réalisé par Michelangelo Frammartino et sorti en 2003.

## Synopsis
Le film suit le quotidien d’un petit village de Calabre et de ses habitant·es. Peu de choses : un vieil homme et sa maison, une jeune femme et son vélo, un téléphone portable, une image vaguement pornographique sur laquelle on spécule… Le vieil homme va faire un dernier "don" qui va bouleverser la vie quotidienne du village.

## Fiche technique
- Titre : Il Dono
- Réalisation : Michelangelo Frammartino
- Scénario : Michelangelo Frammartino
- Photographie : Mario Micolli
- Costumes : Lucia Perin
- Décors : Giuseppe Briglia, Ferdinando Ritorto et Nicola Ritorto
- Son : Davide Sampieri
- Montage : Michelangelo Frammartino
- Sociétés de production : Santamira Produzioni - Coop Ca.Ri.Na.
- Pays d'origine :  Italie
- Durée : 80 minutes
- Dates de sortie : 
  - France - novembre 2003 (présentation au Festival du film de Belfort - Entrevues)
  - France - 29 septembre 2004[3] (sortie nationale)

## Distribution
- Angelo Frammartino : le vieil homme
- Gabriella Maiolo : la jeune femme

## Récompenses
- Grand prix du long métrage étranger au Festival du film de Belfort - Entrevues 2003[4]
- Grand prix au Festival du film italien d'Annecy 2003